# فستیوال بین‌المللی فیلم‌های کودکان و نوجوانان
فستیوالِ بین‌المللیِ فیلم‌های کودکان و نوجوانان یک جشنوارهٔ فیلم است که از سالِ ۱۳۴۵ سالانه در تهران و در ادواری در چند شهرِ دیگرِ ایران نیز برگزار می‌شد و با انقلابِ ۱۳۵۷ متوقّف شد.
بعضی از برجسته‌ترین فیلم‌های کودکِ سینمای ایران در این جشنواره مطرح شدند، مانندِ نان و کوچه (۱۳۴۹) و سفر (۱۳۵۱).

## ادوار

### ۱
آبانِ ۱۳۴۵ با نمایشِ صدویازده فیلم از بیست‌وپنج مملکت برگزار شد.

### ۲
آبانِ ۱۳۴۶ با نمایشِ صدوسی‌ودو فیلم از سی مملکت برگزار شد.

### ۳
آبانِ ۱۳۴۷ با نمایشِ شصت‌وهشت فیلم از بیست‌ودو مملکت برگزار شد.

### ۴
آبانِ ۱۳۴۸ با نمایشِ شصت‌وهفت فیلم از بیست‌وسه مملکت برگزار شد.

### ۵
آبانِ ۱۳۴۹ با نمایشِ شصت‌وپنج فیلم از بیست‌ویک مملکت برگزار شد.

### ۶
آبان و آذرِ ۱۳۵۰ با نمایشِ هفتادوچهار فیلم از نوزده مملکت برگزار شد.

### ۷
آبان و آذرِ ۱۳۵۱ با نمایشِ هفتادوچهار فیلم از نوزده مملکت برگزار شد.

### ۸
آبانِ ۱۳۵۲ با نمایشِ شصت‌وسه فیلم از هفده مملکت برگزار شد.

### ۹
آبانِ ۱۳۵۳ با نمایشِ هفتادوهشت فیلم از بیست‌وسه مملکت برگزار شد.